# Rogozębowate
Rogozębowate (Neoceratodontidae, wcześniej Ceratodontidae sensu lato) – rodzina ryb dwudysznych (Dipnoi). Jej jedynym współcześnie żyjącym przedstawicielem jest rogoząb australijski (Neoceratodus forsteri), najbardziej pierwotny gatunek ryby dwudysznej, żywa skamieniałość niezmieniona od 100 mln lat, jest najstarszym ze wszystkich znanych kręgowców, starszym ewolucyjnie niż dość blisko z nim spokrewnione latimerie. Pozostałe gatunki rogozębowatych wymarły.

## Systematyka
Rodzina rogozębowatych opisywana była pod naukową nazwą Ceratodontidae i obejmowała, oprócz wymienionego N. forsteri, kilka taksonów wymarłych. W 1977 R. S. Miles wyodrębnił N. forsteri do rodziny Neoceratodontidae, dla której gatunek ten jest typem nomenklatorycznym. Stanowisko takie zostało zaakceptowane przez kilku innych badaczy. 

## Klasyfikacja
Rodzaje zaliczane do tej rodziny:
Współcześnie żyjące
- Neoceratodus

Wymarłe
- †Archaeoceratodus
- †Mioceratodus